# Henri Duvillard (Politiker)

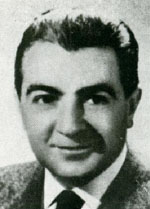
Henri Duvillard

Henri Albert André Duvillard (* 3. November 1910 in Luxeuil-les-Bains, Département Haute-Saône; † 16. Juli 2001 in Paris) war ein französischer Politiker der Union pour la Nouvelle République (UNR), der zwischen 1958 und 1978 Mitglied der Nationalversammlung sowie von 1967 bis 1972 Minister für Veteranen und Kriegsopfer war.

## Leben
Duvillard war Absolvent der Hotelfachschule in Grenoble und engagierte sich während des Zweiten Weltkrieges in der Résistance, der Widerstandsbewegung gegen die deutsche Besatzungsmacht im Département Loiret. Nach Kriegsende war er als Vertragsagent tätig, ehe er zwischen 1947 und 1952 Chefredakteur der Wochenzeitung La Dépêche du Loiret war. Im Anschluss war er Direktor für Öffentlichkeitsarbeit des Papierherstellers Papeteries de France, ehe er von 1954 bis 1957 Mitarbeiter verschiedener Minister war. Daneben engagierte sich für Service d’action civique (SAC), der die Politik von Charles de Gaulle unterstützte.
Bei den Wahlen zur Nationalversammlung wurde er im ersten Wahlkreis (Circonscription) des Département Loiret erstmals zum Mitglied der Nationalversammlung gewählt und gehörte dieser als Vertreter der Union pour la Nouvelle République (UNR) seit dem 30. November 1958 an. Bei den darauf folgenden Wahlen vom 25. November 1962 wurde er für das Wahlbündnis aus UNR und Union Démocratique du Travail (UDT) sowie bei den Wahlen vom 5. März 1967 für die daraus entstandene Union des Démocrates pour la Ve République (UDR) wiedergewählt. Er gehörte der Nationalversammlung bis zum 2. April 1978 an
Am 6. April 1967 wurde Duvillard von Premierminister Georges Pompidou als Minister für Veteranen und Kriegsopfer (Ministre des anciens combattants et victimes de guerre) in dessen viertes Kabinett berufen. Diese Funktion bekleidete er auch im nachfolgenden Kabinett Couve de Murville sowie im Kabinett Chaban-Delmas bis zum 6. Juli 1972.
Bei den Wahlen vom 23. Juni 1968 sowie vom 11. März 1973 wurde Duvillard im Wahlkreis Loiret I für die Union des démocrates pour la République (UDR) wiedergewählt. Zuletzt gehörte er seit 1976 dem Rassemblement pour la République (RPR) an.
Nachdem am 23. März 1971 unter der Schirmherrschaft von Präsident Pompidou zur Erinnerung an Charles De Gaulle ein Comité National du Mémorial Charles de Gaulle gegründet wurde, übernahm der überzeugte Gaullist Duvillard die Präsidentschaft über die Organisation. Dem Komitee gehörten neben ihm Admiral Georges Cabanier, der Großkanzler der Ehrenlegion, sowie Claude Hettier de Boislambert, der Kanzler des Ordre de la Libération, an. Er war ein langjähriger Präsident de Gaulles und dessen Ehefrau Yvonne de Gaulle.
Duvillard wurde auf dem Friedhof in Colombey-les-Deux-Églises beigesetzt.